# Rot-Weiß Oberhausen
Rot-Weiss Oberhausen, RWO – niemiecki klub piłkarski z miasta Oberhausen z Nadrenii Północnej-Westfalii.

## Historia
Klub powstał w grudniu 1904 jako Oberhausener Spielverein w wyniku połączenia Emschertaler SV (1902) i Oberhausener TV 1873. W styczniu 1923 doszło do fuzji z Styrumer SV 1908 i zmieniono nazwę na Spielvereinigung Oberhausen-Styrum. W czerwcu 1923 od klubu odłączyła się część członków i utworzyła 1. FC Mülheim. W czerwcu 1933 klub przyjął nazwę SC Rot-Weiß Oberhausen.
Zespół na początku grał w lokalnej lidze. Po ponownej organizacji niemieckiej piłki nożnej na początku lat 30. w ramach III Rzeszy, Rot-Weiß zagrał w Gaulidze Niederrhein. Po wojnie klub grał w Oberlidze. W 1969 roku zajął w niej 1. miejsce i awansował do Bundesligi. W 1971 roku został uwikłany w skandal z przekupstwem. Choć w skandal zaangażowani byli szefowie, zawodnicy oraz trenerzy, to klub obronił się przed karą. Po trzech latach w Bundeslidze, spadł z ligi.
Problemy finansowe w 1988 roku spowodowały, że Rot-Weiß grał w Verbandslidze Niederrhein (IV liga). Po prawie dziesięciu latach gry w niższych klasach rozgrywkowych klub powrócił do 2. Bundesligi, dzięki zwycięstwu w Regionallidze. Klub w 2000 i 2004 zakończył sezon na odpowiednio piątym i szóstym miejscu. W pozostałych sezonach klub zajmował miejsca w dole tabeli, by ponownie spaść do Regionalligi w 2005 roku, a następnie, rok później do Oberligi. Po sezonie gry w Oberlidze, powrócił do Regionalligi Nord. W sezonie 2007/2008 awansował do 2. Bundesligi. W sezonie 2010/2011 spadł z niej do 3. Ligi, a sezon później do Regionalligi.

## Zawodnicy i sukcesy
W sezonie 1970/71 Lothar Kobluhn został królem strzelców Bundesligi. W sezonie zdobył 24 gole.
W 1999 zespół dotarł do półfinału Pucharu Niemiec, gdzie przegrał z Bayernem Monachium 1:3.

## Lekkoatletyka
Rot-Weiß Oberhausen posiadał również sekcje lekkoatletyczną. Wśród najbardziej znanych zawodników byli Willi Wülbeck i Friedrich Roderfeld. Zespół stał się również liderem w 4 × 400 m w 1948 i 3 × 1000 m w 1951.